# Stufenrakete

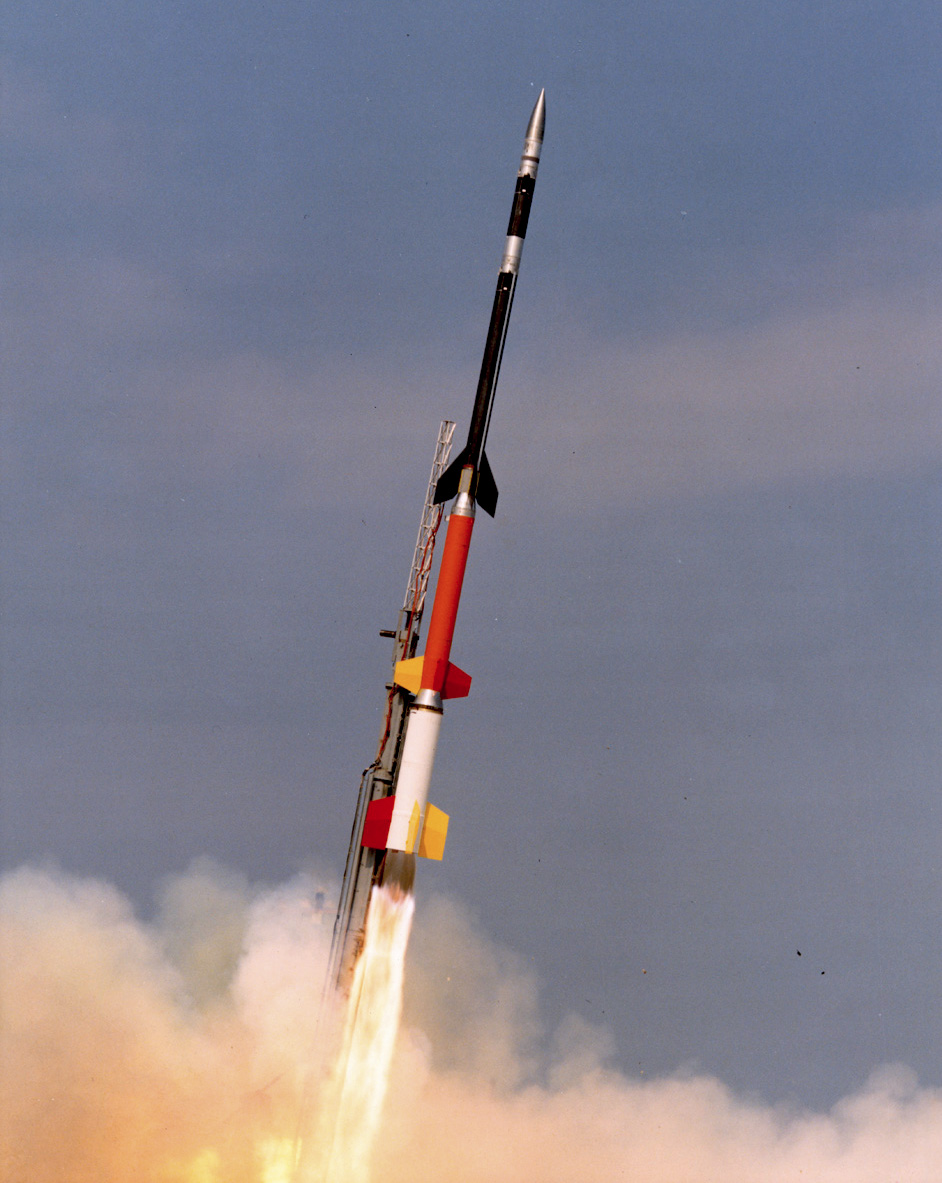
Dreistufige Höhenforschungsrakete Black Brant 12
1. Stufe
2. Stufe
3. Stufe

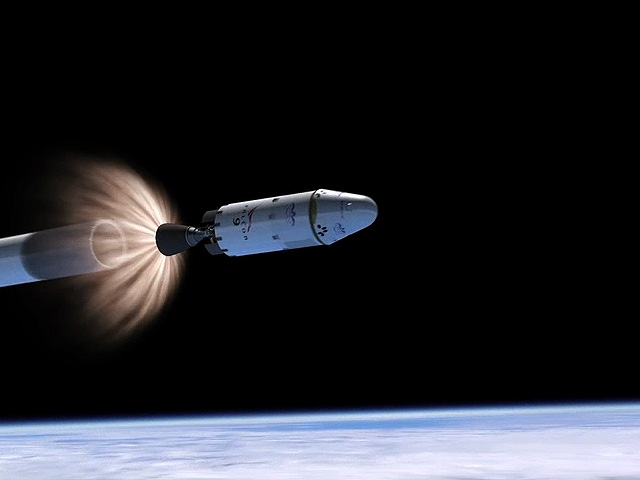
Grafik: Stufentrennung bei der Falcon 9

Eine Stufenrakete oder Mehrstufenrakete besteht aus mehreren, oft übereinander montierten Raketenstufen abnehmender Größe, bei denen leere Treibstofftanks und nicht mehr benötigte Triebwerke abgeworfen werden, damit diese nicht zusammen mit der Nutzlast weiter beschleunigt werden müssen. Auf diese Weise werden höhere Geschwindigkeiten und somit höhere Umlaufbahnen erreicht als mit einstufigen Raketen. Alle zum Erreichen von Erdumlaufbahnen eingesetzten Raketen waren und sind mehrstufig.

## Geschichte
Erste Beschreibungen und Abbildungen von Mehrstufenraketen tauchten im 14. Jahrhundert im Huo Lung Ching, einem chinesischen Handbuch über Feuerwaffen, auf. Der österreichische Militärtechniker Conrad Haas beschrieb zwischen 1529 und 1556 in seinem Kunstbuch (erst 1961 aufgefunden) eine Vielzahl von Raketentypen, darunter die Mehrstufenrakete. Der polnische Artillerieoffizier Casimir Simienowicz beschrieb 1650 dreistufige Raketen. Der russische Lehrer und Autodidakt Konstantin Ziolkowski stellte das Mehrstufenprinzip mit seiner Raketengrundgleichung auf eine wissenschaftliche Grundlage. Diese besagt, dass die Endgeschwindigkeit {\displaystyle v_{\text{Ende}}} einer einstufigen Rakete im schwerefreien Raum nur von der Ausströmgeschwindigkeit der Triebwerksgase {\displaystyle v_{\text{rel}}} und dem Verhältnis von Startmasse {\displaystyle m_{\text{voll}}} zur Endmasse {\displaystyle m_{\text{leer}}} (Startmasse - Treibstoff) abhängt:
{\displaystyle v_{\text{Ende}}=v_{\text{rel}}\ln {\frac {m_{\text{voll}}}{m_{\text{leer}}}}}
1939 wurde die erste sowjetische Stufenrakete WR-3 erfolgreich getestet. Unter der Bezeichnung A9/A10 wurde von deutschen Ingenieuren während des Zweiten Weltkriegs auf der Basis der Rakete A4 die Entwicklung einer Mehrstufenrakete begonnen, aber nicht mehr abgeschlossen. Die Entwicklung mehrstufiger Großraketen wurde insbesondere für die militärische Nutzung in den Vereinigten Staaten und der Sowjetunion ab den späten 1940er Jahren vorangetrieben. Dabei wurden verschiedene Konfigurationen untersucht, wovon heute die gestapelten Raketen und die Raketen mit Boostern eingesetzt werden.

## Bezeichnung

Vergleich verschiedener Konfigurationen. Von links nach rechts: Einstufige Rakete, gestapelte Zweistufenrakete, einstufige Rakete mit Boostern, Rakete mit abwerfbaren Außentanks.

Einfachste Raketen bestehen nur aus einer Stufe mit einem Motor. Bei gestapelten Raketen werden die Stufen übereinander angeordnet und nacheinander gezündet: Theoretisch ließe sich dieses Verfahren beliebig häufig wiederholen, bei mehr als vier Stufen ist der Aufwand für die Motoren aber i. d. R. größer als der Massegewinn. Werden Stufen gleichzeitig gezündet, brennen aber unterschiedlich lange, zählt man sie häufig als halbe Stufen. Wird dieses Prinzip beim Start verwendet, spricht man von Boostern. Beispielsweise ist Ariane 5 eine 2,5-stufige Rakete: Sie sprengt ihre Booster ab, bevor die erste Stufe ausgebrannt ist. Die zweite Stufe trägt eine Nutzlast, die häufig über einen eigenen Motor verfügt. Eigentlich handelt es sich um eine dritte Stufe, die aber bei Trägerraketen häufig nicht mitgezählt wird. Ebenfalls nicht mitgezählt wird der Antrieb der eigentlichen Nutzlast zum Erreichen der geplanten Bahn, weil diese nicht Bestandteil der Trägerrakete ist.

## Stufentrennung

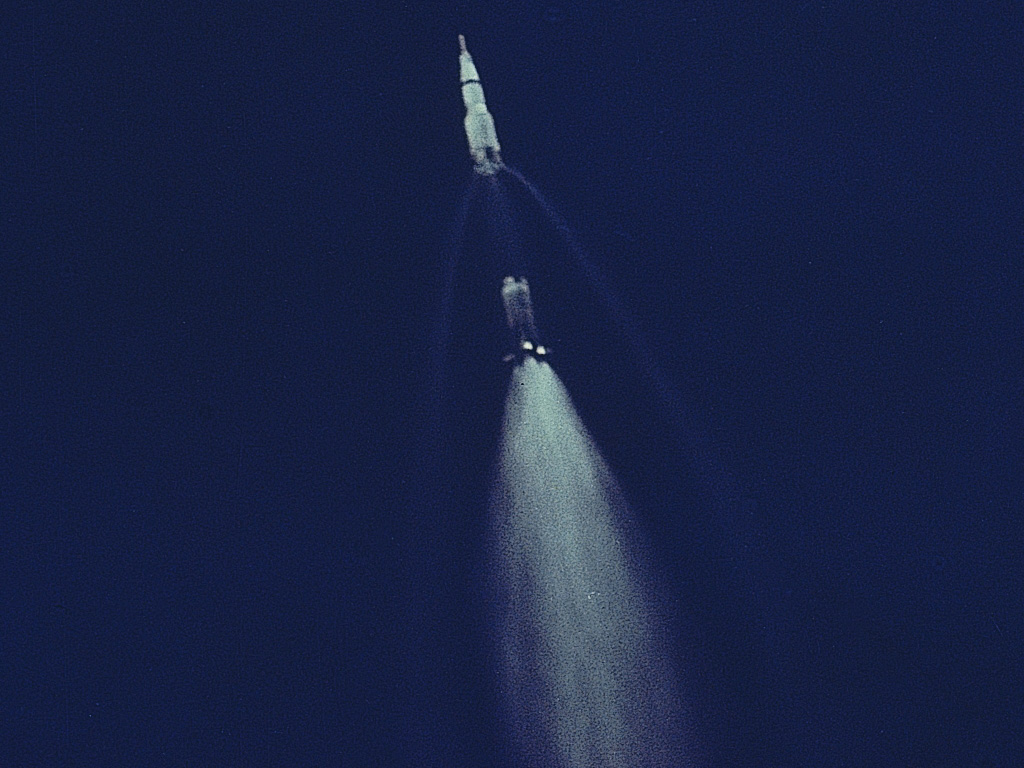
Stufentrennung bei der Saturn V

Abtrennung und Zündung der dritten Stufe einer Delta-II-Rakete

Stufentrennung beim Flugverlauf einer LGM-30 Minuteman III-Interkontinentalrakete

Die technische Realisierung der Stufentrennung ist komplex und erfordert exakte zeitliche Abstimmung. Insbesondere muss die bis zum Trennzeitpunkt mechanisch hoch belastete Verbindung der Stufen präzise und zuverlässig aufgetrennt werden. Dies erfolgt häufig durch den Einsatz pyrotechnischer Verfahren, etwa mittels Sprengschrauben (Pyrobolzen) oder Trennladungen. Alternativ kommen auch Spannbandsysteme oder pneumatische Trennmechanismen zum Einsatz. Nach der Stufentrennung ist zwingend eine Kollision der separierten Stufe mit der nachfolgenden zu verhindern. Sollte die abzuwerfende Stufe noch Restschub erzeugen, können Hilfstriebwerke an der verbleibenden Oberstufe aktiviert werden, um diese gezielt von der Unterstufe wegzuziehen. Dies dient insbesondere bei Flüssigkeitsraketen auch der Stabilisierung der Treibstofflage (vgl. Ullage). Abschließend ist die korrekte Sequenzierung der Zündung der Oberstufe sicherzustellen.
Ein Beispiel für eine fehlgeschlagene Trennung ist der bemannte Flug Sojus MS-10 von Oktober 2018. Bei der Sojus wird zur Abtrennung der Erststufenbooster unter anderem der restliche Sauerstoff aus deren Tanks genutzt; das Gas strömt am oberen Ende der Booster aus und erzeugt einen Rückstoß. Bei einem der Booster öffnete sich das Sauerstoffventil nicht, woraufhin er mit der Zweitstufe kollidierte und deren Treibstofftank beschädigte. Das Raumschiff mit den beiden Besatzungsmitgliedern wurde automatisch mittels Rettungstriebwerken in Sicherheit gebracht.
Wenn die Triebwerke der nachfolgenden Stufe bereits kurz vor der Stufentrennung zünden, spricht man von Hot Staging (heiße Stufentrennung). Dadurch wird vermieden, dass die Rakete während eines antriebslosen Flugs zwischen der Brennphase beider Stufen an Geschwindigkeit verliert; die Transportleistung der Rakete wird vergrößert. Bei Raketen mit Flüssigtreibstoff kann Hot Staging zusätzlich genutzt werden, um die Konstruktion der jeweils oberen Stufe zu vereinfachen. Wenn die obere Stufe noch vor dem vollständigen Abschalten der darunterliegenden Stufe startet, wird ihr Treibstoff ununterbrochen in Richtung der Triebwerke gepresst. Dies erspart Hilfstriebwerke, Vorlauftanks oder andere Mittel, die bei Raketen mit konventioneller Stufentrennung verhindern, dass Treibstoff während der antriebs- und schwerelosen Trennungsphase in den Tanks schwappt. Letzteres könnte zu Instabilität im Flug und zu Schwierigkeiten beim Zünden der Triebwerke führen.
Hot Staging wird beispielsweise bei der russischen Sojus-Rakete, beim US-amerikanischen Starship und bei allen Raketen der indischen Raumfahrtbehörde genutzt.

## Situation heute
Die Saturn V, die Startrakete der Apollo-Mondmissionen, bestand aus drei Raketenstufen. Auch die meisten der heutzutage in der Raumfahrt eingesetzten Stufenraketen besitzen drei Stufen, es gibt aber auch zwei-, vierstufige Systeme. Das indische PSLV besitzt sogar fünf Stufen, wenn man dessen Booster als eigenständige Stufe mitzählt. Die letzte Stufe wird manchmal auch als Kickstufe oder Kickmotor bezeichnet, da diese den Satelliten aus der aktuellen Erdumlaufbahn in eine höhere oder interplanetare Bahn kickt.
Manche Raketen können mit verschiedenen Oberstufen ausgestattet werden. Dann besitzt meistens die Oberstufe und die Unterstufen jeweils ihr eigenes Steuerungssystem (Systeme von Kreiseln und anderen Sensoren). Andere Raketen wie die Ariane haben grundsätzlich nur ein Steuerungssystem, das an der obersten Stufe sitzt, und alle Stufen steuert (auch bei Versionen mit verschiedenen Oberstufen wie Ariane 5 GS und Ariane 5 ECA). Die Oberstufe wird meist durch kleine Sprengladungen von ihrer Unterstufe abgetrennt, bevor sie zündet.
Die Endgeschwindigkeit setzt sich aus den von jeder Stufe einzeln erreichten Geschwindigkeiten zusammen, wenn man von der negativen Beschleunigung durch das Erdschwerefeld absieht:
{\displaystyle \ v=c_{1}\ln {m_{1}}+c_{2}\ln {m_{2}}+c_{3}\ln {m_{3}},}
wobei c1 die Ausströmgeschwindigkeit der Gase aus dem Triebwerk der ersten Stufe ist (einige km pro Sekunde), und ln m für den Logarithmus des jeweiligen Massenverhältnisses von Startgewicht zu Leergewicht steht. Dabei ist zu beachten, dass m1 als Leergewicht auch die zweite und dritte Stufe zu tragen hat usw., jedoch m3 nur mehr die Nutzlast – den bzw. die Satelliten.
Das Leergewicht wird nicht nur von der Raketenhülle bestimmt (die aus Gründen der Stabilität nicht zu dünn sein darf), sondern auch von der Lavaldüse und den Treibstoff-Pumpen und Hilfsaggregaten. Bei günstig gebauten Raketen liegt das Massenverhältnis über 5, sodass Triebwerke mit Düsengeschwindigkeiten um c = 3 km/s etwa 5 km/s erreichen (3 km/s · ln 5 = 4,8 km/s). De facto verringert aber die Schwerkraft die Geschwindigkeit der unteren Raketenstufen deutlich (je nach Anfangbeschleunigung typisch um etwa 1 bis 2 km/s bei drei Minuten Brenndauer), was bei der Systemauslegung berücksichtigt werden muss.

## Verbesserungsmöglichkeiten
Eine Effizienzsteigerung von Flüssigtreibstoffraketen mit Flüssigtreibstoff-Boostern könnte erreicht werden, indem das beziehungsweise die Triebwerke der untersten Raketenstufe auch mit den Treibstofftanks der Booster verbunden würden. Wenn sowohl die Boostertriebwerke als auch die Triebwerke der untersten Raketenstufe vom Start an ihren Treibstoff aus den Tanks der Booster beziehen, würden Letztere schneller geleert und die Booster könnten früher abgeworfen werden. Dies würde den Luftwiderstand und die Masse der Rakete früher verringern, was wiederum den Gravitationsverlust reduziert. Erst danach würde die unterste Raketenstufe den Treibstoff aus ihren eigenen Tanks verbrennen.
Ein solcher propellant crossfeed war anfangs für die Falcon Heavy von SpaceX geplant, wurde jedoch nicht realisiert.